# NGC 7119A
NGC 7119A is een balkspiraalstelsel in het sterrenbeeld Kraanvogel. Het hemelobject werd op 6 september 1834 ontdekt door de Britse astronoom John Herschel.

## Synoniemen
- ESO 288-2
- AM 2143-464
- PGC 67325